# 퓌닉키 전망탑

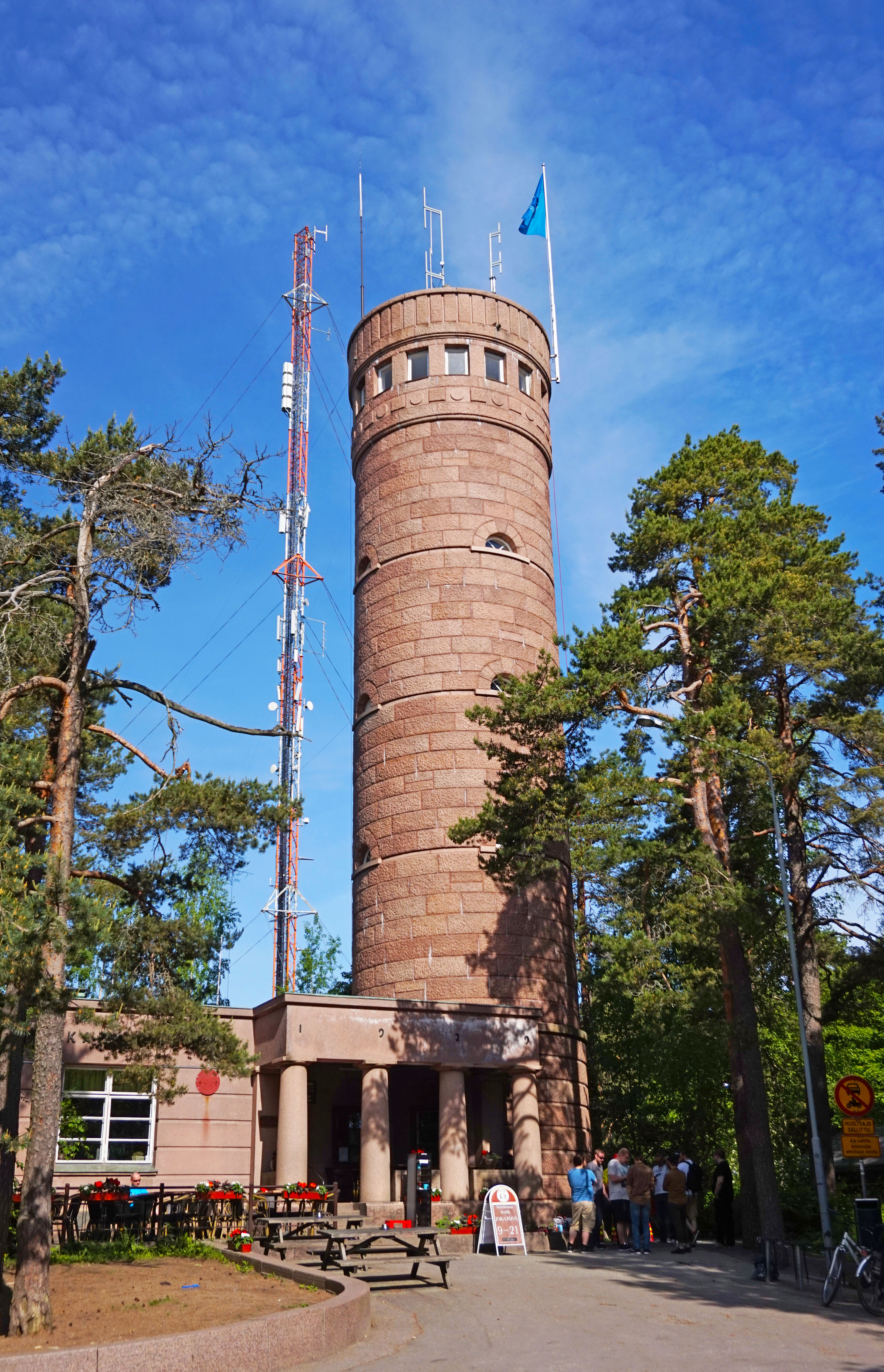

퓌닉키 전망탑(핀란드어: Pyynikin näkötorni 퓌니킨 내쾨토르니[*])은 핀란드 탐페레에 있는 높이 26 미터짜리 전망탑이다. 건축가 빌호 콜호가 설계하여 현지의 붉은 화강암을 재료로 1929년 완공했다. 퓌닉키 지역의 퓌해호(해발 152 미터) 위로 75 미터 높은 곳에 세워져 있다.
리프트로 꼭대기까지 올라갈 수 있고, 계단도 이용할 수 있다. 옥상은 탁 트여서 탐페레 전경과 도시 북쪽의 내시호, 남쪽의 퓌해호를 동시에 조망할 수 있게 해 준다. 전망탑이 있는 공원과 카페에 입장하는 것은 무료이지만, 전망탑에 올라가기 위해서는 대인 2 유로, 소인 50 센트의 비용을 받는다. 카페는 80년 동안 바뀌지 않은 도넛 레시피를 가지고 있다.